# Akira Yoshino
Akira Yoshino (吉野 彰?, Yoshino Akira; Suita, 30 gennaio 1948) è un chimico giapponese.
È membro della Asahi Kasei Corporation e professore all'Università Meijo di Nagoya. Ha creato la prima batteria agli ioni di litio sicura e sostenibile che è stata ampiamente utilizzata nei telefoni cellulari e nei computer portatili. Per questa ragione, nel 2019 gli viene assegnato il Premio Nobel per la chimica, insieme agli statunitensi M. Stanley Whittingham e John B. Goodenough.

## Biografia
Yoshino nasce a Suita, in Giappone. Si laurea presso la Kitano High School di Osaka City nel 1966. Dopo aver conseguito nel 1972 un master in ingegneria presso l'Università di Kyoto, Yoshino inizia a lavorare presso Asahi Kasei. Nel 1982 si trasferisce nel laboratorio Kawasaki e nel 1992 viene promosso direttore dello sviluppo del prodotto per batterie agli ioni.
Nel 1994 diviene responsabile dello sviluppo tecnico per il produttore LIB A&T Battery Corp., una joint venture di Asahi Kasei e Toshiba. Asahi Kasei lo nomina collega nel 2003 e, nel 2005, direttore generale del proprio laboratorio. Yoshino ha conseguito il dottorato in Ingegneria presso all'Università di Osaka nel 2005. Dal 2017 è professore all'Università di Meijo e il suo status in Asahi Kasei è diventato professore onorario.
Nel 1981 Yoshino inizia la ricerca sulle batterie ricaricabili al poliacetilene, polimero elettroconduttivo scoperto da Hideki Shirakawa, che in seguito (nel 2000) avrebbe ricevuto per questo il premio Nobel per la chimica.
Nel 1983 Yoshino fabbrica un prototipo di batteria ricaricabile usando LiCoO2 come catodo e poliacetilene come anodo. Questo prototipo, in cui il materiale anodico stesso non contiene litio, e gli ioni litio migrano dal catodo LiCoO2 nell'anodo durante la carica, è stato il precursore diretto della moderna batteria agli ioni di litio (LIB).
Il poliacetilene ha una densità bassa, il che significava che elevate capacità richiedessero un grande volume della batteria. Aveva inoltre problemi di instabilità, quindi Yoshino sceglie di utilizzare il materiale carbonioso come anodo e nel 1985 fabbricò il primo prototipo del LIB, ricevendo il brevetto di base. Il LIB in questa configurazione venne commercializzato da Sony nel 1991 e da A&T Battery nel 1992. Yoshino racconterà poi la storia del processo dell'invenzione in un capitolo del libro del 2014.
La struttura a spirale della LIB venne concepita da Yoshino per fornire un'ampia superficie dell'elettrodo e consentire un'elevata scarica di corrente nonostante la bassa conduttività dell'elettrolita organico.